# Vogelhuis

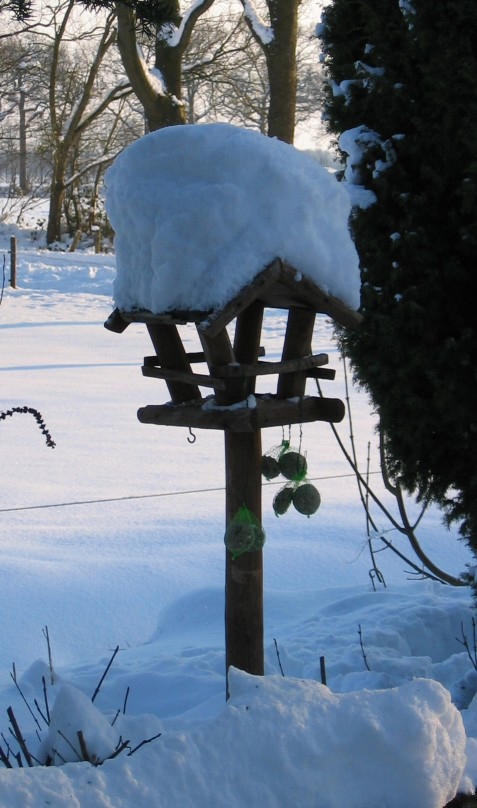
Vogelhuisje in de sneeuw

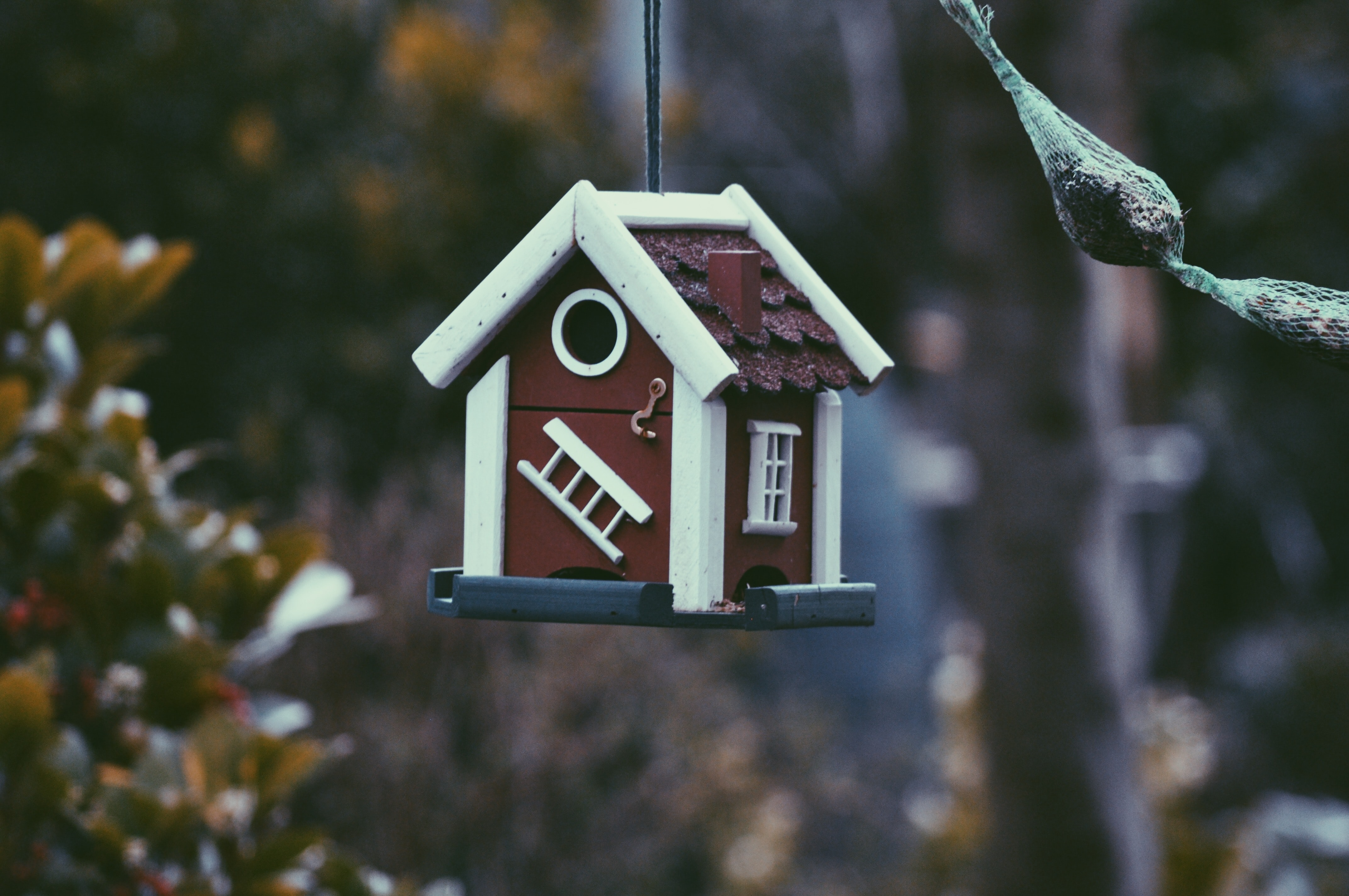
Vogelhuis in de tuin

Een vogelhuis (vaak vogelhuisje) wordt gebruikt als voederplaats voor vogels. Het is meestal een houten plaat die overkapt is, maar niet dichtgebouwd. Hierin verschilt een vogelhuis van een nestkast.
Soms wordt een vogelhuis in een boom gehangen, meestal wordt het op een paar poten in de tuin gezet.
Wanneer een vogelhuis niet overkapt is, spreekt men meestal van een voedertafel.